# Obscurity
Az Obscurity német viking/melodikus death/folk metal zenekar. 

## Története
1997-ben alakultak meg Velbert városában. Agalaz gitáros, Arganar dobos, Nezrac énekes, Domaz gitáros és Ziu basszusgitáros alapították. Az "obscurity" szó láthatatlanságot jelent, de onnan kapták a nevüket, hogy zenéjük nem sorolható egy kimondott kategóriába. Nagyrészt német nyelven énekelnek. 2006-ban leszerződtek a Massacre Recordshoz.
Az együttes korábban death/black metalt játszott, viking metalos beütéssel. Az évek alatt a stílusuk változott, a mai stílusuk a melodikus death/black metal kategóriába sorolható, de a folk és a thrash metal elemei is hallhatóak zenéjükben.

## Diszkográfia
- The Rebirth of the Dark Empire (demó, 1997)
- Christian Decay (demó, 1999)
- Bergisch Land (album, 2000)
- Thurisaz (album, 2003)
- Schlachten & Legenden (album, 2007)
- Várar (album, 2009)
- Tenkterra (album, 2010)
- Obscurity (album, 2012)
- Vintar (album, 2014)
- Streitmacht (album, 2017)